# Pterolophia marshalliana
Pterolophia marshalliana là một loài bọ cánh cứng trong họ Cerambycidae.